# Erwin, Tennessee
Erwin är administrativ huvudort i Unicoi County i Tennessee. Enligt 2020 års folkräkning hade Erwin 6 083 invånare.